# Vought F4U Corsair
Vought F4U Corsair (z ang. korsarz) – samolot myśliwski lotnictwa marynarki wojennej Stanów Zjednoczonych (US Navy) produkowany przez zakłady Vought-Sikorsky Aircraft (wcześniej Chance Vought z United Aircraft Corporation (UAC)) w latach 1942–1953. Podczas II wojny światowej samoloty te produkowano również pod oznaczeniem FG i F2G w zakładach Goodyear Aircraft Company w ilości 4017 sztuk i jako F3A w zakładach Brewster w ilości 735 sztuk.

## Historia

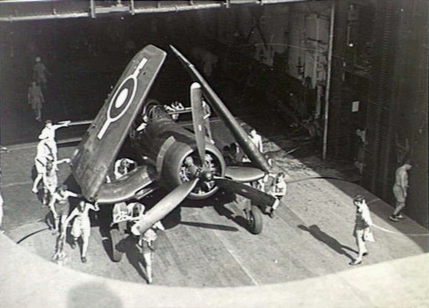
F4U Corsair z 1931 Naval Air Squadron na pokładzie lotniskowca HMS „Glory”, Rabaul, 6 września 1945

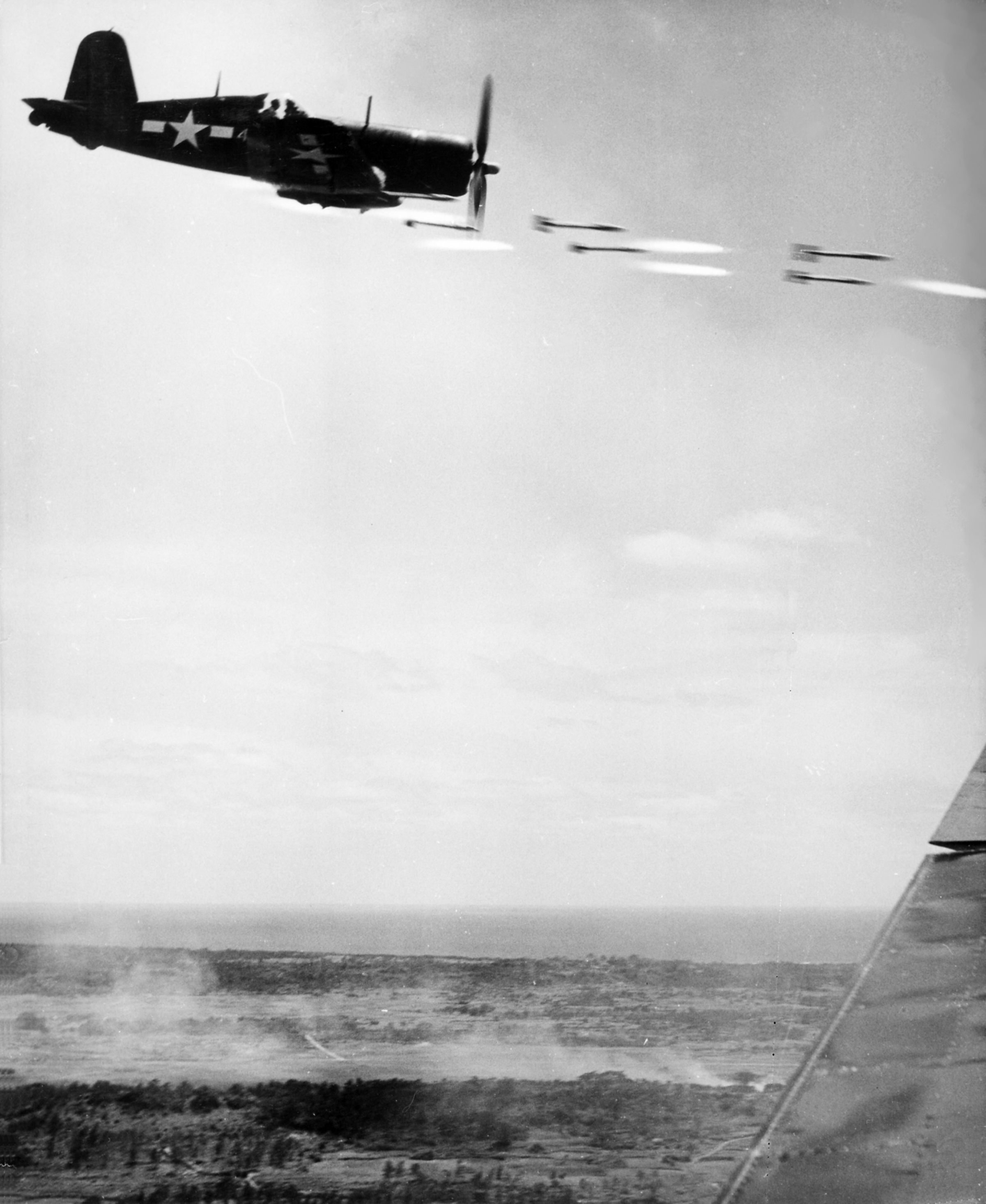
F4U Corsair odpala rakiety w kierunku japońskich pozycji podczas walk o Okinawę, czerwiec 1945 r.

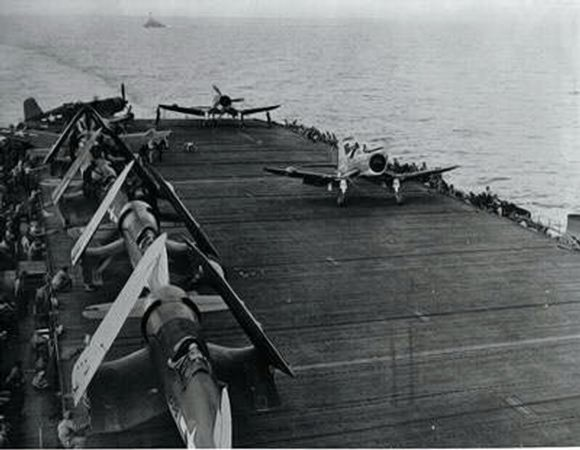
Myśliwce nocne F4U-2 Corsair na pokładzie jednego z lekkich lotniskowców typu Independence w 1944 r.

Plany pierwszego samolotu powstały w 1938 w zespole kierowanym przez Rexa Beisel’a przy współudziale konstruktorów Igora Sikorskiego jako propozycja nowoczesnego jednomiejscowego myśliwca pokładowego dla US Navy. Samolot ten miał otrzymać najpotężniejszy ówczesny silnik lotniczy – Pratt & Whitney XR-2800 Double Wasp. Zamontowanie tego silnika, a zarazem dużego śmigła o średnicy 4,06 metra, wymagałoby stosunkowo długiego wysuwanego podwozia, podatnego na uszkodzenia podczas lądowań. Projektanci postanowili więc zmienić profil skrzydła na charakterystyczny później dla Corsaira łamany w kształcie spłaszczonej litery „W" (tzw. „odwrócone skrzydło mewy”) – z niższymi punktami mocowania podwozia. Dzięki temu pilot zyskał dodatkowo lepszą widoczność.
Pierwszy prototyp oblatano 29 maja 1940 (38-minutowy lot zakończył się lądowaniem awaryjnym). Uzbrojenie stanowiły dwa karabiny maszynowe Browning M1919 kalibru 7,62 mm w przedniej części kadłuba i karabiny maszynowe Browning M2 kalibru 12,7 mm po jednym w każdym skrzydle. Podczas lotu próbnego w czerwcu 1940 samolot odniósł uszkodzenia podczas awaryjnego lądowania. Po remoncie samolot osiągnął podczas testów prędkość 650 kilometrów na godzinę. Produkcję samolotu uniemożliwiały jednak pewne problemy z silnikiem, który dość często ulegał pożarowi podczas lotu, i ze sterowaniem. Doświadczenia z walk w Europie przekonały dowództwo US Navy do zamówienia cięższego uzbrojenia. Zamontowane w kadłubie karabiny maszynowe wymontowano, dodając po dodatkowym karabinie kalibru 12,7 mm w każdym skrzydle. Takie rozwiązanie wymagało zlikwidowania skrzydłowych zbiorników z paliwem, więc konstruktorzy postanowili przy jednoczesnym przesunięciu kokpitu do tyłu, umieścić w kadłubie za silnikiem samouszczelniający się zbiornik o pojemności ok. 1033 dcm³.
W lutym 1941 rozpoczęły się oficjalne testy XF4U-1 w lotnictwie marynarki, a 30 czerwca zamówiono pierwszą serię 584 F4U-1. Wtedy też samolot otrzymał oficjalną nazwę Corsair. Podczas produkcji wprowadzono kilka ulepszeń, między innymi wyposażono samoloty w silnik R-2800-8 Double Wasp o mocy 2000 koni mechanicznych z dwustopniową sprężarką oraz zwiększono liczbę karabinów maszynowych w skrzydłach do sześciu. Pierwszy seryjny samolot oblatano 24 czerwca 1942, a marynarka wojenna pierwszy egzemplarz otrzymała 31 lipca 1942. Podczas testów na lotniskowcu USS „Sangamon” okazało się, że pilot znajdujący się w kabinie praktycznie nie widzi, co znajduje się przed samolotem podczas kołowania i miały tendencję do kozłowania podczas lądowania na pokładzie. Mogło to powodować groźne wypadki, zdecydowano więc, że pierwsze Corsairy trafią do eskadr lotnictwa piechoty morskiej (United States Marine Corps) stacjonujących w bazach na lądzie. Począwszy od 689. egzemplarza w samolotach podniesiono nieco położenie fotela pilota i przekonstruowano osłonę kokpitu zastępując usztywnioną wieloma wręgami owiewkę osłoną z pleksiglasu, zapewniając pilotowi lepszą widoczność oraz usunięto tendencję do kozłowania wraz ze wzmocnieniem uzbrojenia poprawiając parametry jako myśliwiec pokładowego. Wersję z nową kabiną oznaczono później F4U1-A. Niektóre samoloty przystosowano do zwiadu fotograficznego; otrzymały one oznaczenie F4U-1P. Późniejsze samoloty otrzymały silnik R-2800-8W z możliwością krótkotrwałego zwiększenia mocy do 2230 koni mechanicznych. W 1943 rozpoczęto dostawy odpowiedników F4U-1 z fabryk Goodyear (FG-1) i Brewster (F3A-1).
W sierpniu 1943 wprowadzono do produkcji wersję F4U-1C, w której zastąpiono wszystkie karabiny maszynowe czterema działkami kalibru 20 mm. W kwietniu 1944 rozpoczęto równoległą z F4U-1C produkcję wersji F4U-1D wyposażonej ponownie w sześć karabinów maszynowych kalibru 12,7 mm i mogącej przenosić odrzucany zbiornik z 605 litrami paliwa oraz dwie 450-kilogramowe bomby pod skrzydłami. Odpowiednikiem tej wersji z zakładów Goodyear były samoloty FG-1D, a u Brewstera – F3A-1D. W późniejszych F4U-1D i FG-1D montowano szyny startowe dla ośmiu rakiet 127-milimetrowych.
W listopadzie 1941 amerykańska marynarka wojenna zgłosiła pilne zapotrzebowanie na myśliwiec nocny oparty na Corsairach. Zaowocowało to wyposażeniem 34 F4U-1 w stacje radiolokacyjne AN/APS-6 montowane w opływowych pojemnikach w krawędź natarcia przy końcówce prawego skrzydła i osłony układu wydechowego. Samoloty te oznaczono F4U-2.
Niemal wszystkich konwersji dokonano w Naval Aircraft Factory w Filadelfii, ale przebudowy dwóch samolotów dokonano w warunkach polowych na wyspie Rio położonej w atolu Kwajalein.
Trzy egzemplarze F4U-1A wyposażono w silnik P&W XR-2800-16C Double Wasp z dwustopniową turbosprężarką. Samoloty te otrzymały oznaczenie XF4U-3 (w zakładach Goodyear FG-3) i miały charakteryzować się lepszymi osiągami na dużych wysokościach, jednak nie zdecydowano się na produkcję tego wariantu.

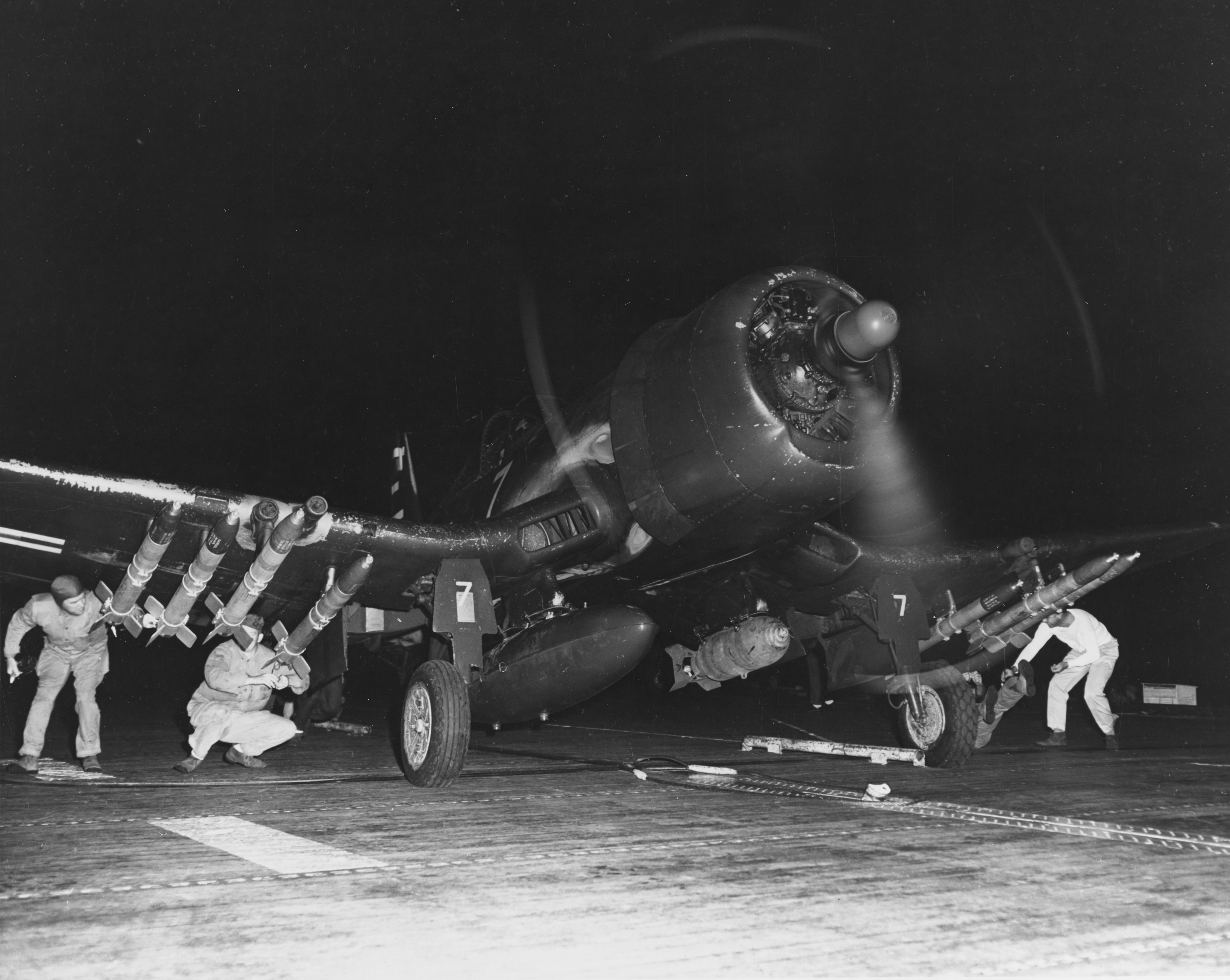
Vought F4U-4B Corsair należący do U.S. Marine Corps podczas przygotowań do startu z lotniskowca USS „Sicily” przed odlotem na misję bojową w Korei w 1950 r.

Ostatnią wersją produkowaną w dużych ilościach w czasie II wojny światowej była F4U-4 z silnikiem P&W R-2800-18W Double Wasp o mocy 2100 KM. Nowością było też zastosowanie czterołopatowego śmigła. Samolot ten osiągał prędkość maksymalną 718 km/h (o ok. 48 km/h więcej niż F4U-1D). Uzbrojenie było identyczne z wersją F4U-1D (6 karabinów 12,7 mm, 8 rakiet oraz 2 bomby 450 kg). Zbudowano 2037 egzemplarzy tej wersji, oraz dodatkowo: 297 F4U-4B i F4U-4C (wyposażonych w 4 działka 20 mm zamiast karabinów maszynowych), jeden samolot F4U-4N (myśliwiec nocny) i 9 F4U-4P (samoloty zwiadu fotograficznego).
Po zakończeniu II wojny światowej wprowadzono wersję F4U-5 z silnikiem R-2800-3W o mocy 2,300 KM, uzbrojoną w 4 działka kalibru 20 mm, 8 rakiet 127 mm i 2 bomby 450 kg. Produkowano go w wersji myśliwskiej, myśliwsko-bombowej, rozpoznawczej i nocnego myśliwca, pierwszą z nich oznaczono F4U-5N, a drugą, wyposażoną dodatkowo w systemy przeciwoblodzeniowe F4U-5NL. Powstały też samoloty zwiadowcze F4U-5P.
Wraz z wprowadzeniem do służby myśliwców z napędem odrzutowym, Corsairy przestały odgrywać ważną rolę jako myśliwce, jednak bardzo dobrze sprawdzały się jako samoloty wsparcia. Począwszy od 1952, do jednostek zaczęły docierać nowe Corsairy oznaczone tym razem AU-1 (litera A oznaczała samolot wsparcia). Uzbrojenie strzeleckie w dalszym ciągu stanowiły 4 działka 20 mm w skrzydłach, jednak szyny startowe dla rakiet 127 mm zastąpiono pięcioma podczepami dla rakiet lub lekkich bomb w każdym skrzydle. W sumie samoloty te mogły przenosić 1815 kg ładunków bojowych. Napęd zapewniał silnik R-2800-83W Double Wasp o mocy 2300 KM z jednostopniową sprężarką wystarczającą do działań na niskich wysokościach.
Ostatnią wersją, było 94 egzemplarzy F4U-7 zbudowanych specjalnie dla francuskiej Aéronavale. Samoloty te miały silniki R-2800-18W Double Wasp, uzbrojenie identyczne z AU-1, oraz lżejszy pancerz.

## Wersje eksportowe

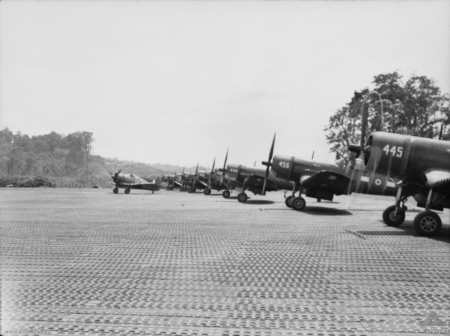
F4U należące do wojsk lotniczych Nowej Zelandii, obok nich australijski CAC Boomerang na lotnisku na Wyspie Bougainville’a, 15 stycznia 1945

- Corsair I – 95 samolotów F4U-1 dla lotnictwa Royal Navy (Fleet Air Arm),
- Corsair II – 510 F4U-1A dla Wielkiej Brytanii,
- Corsair III – 430 samolotów Brewster F3A-1D,
- Corsair IV – 977 samolotów Goodyear FG-1D.

Około 425 Corsairów przekazano lotnictwu Nowej Zelandii. Wycofywane z eskadr amerykańskich Corsairy trafiały do lotnictwa Argentyny (F4U-5 i F4U-5N), a także do marynarki francuskiej (kilka sztuk AU-1).

## Użycie bojowe

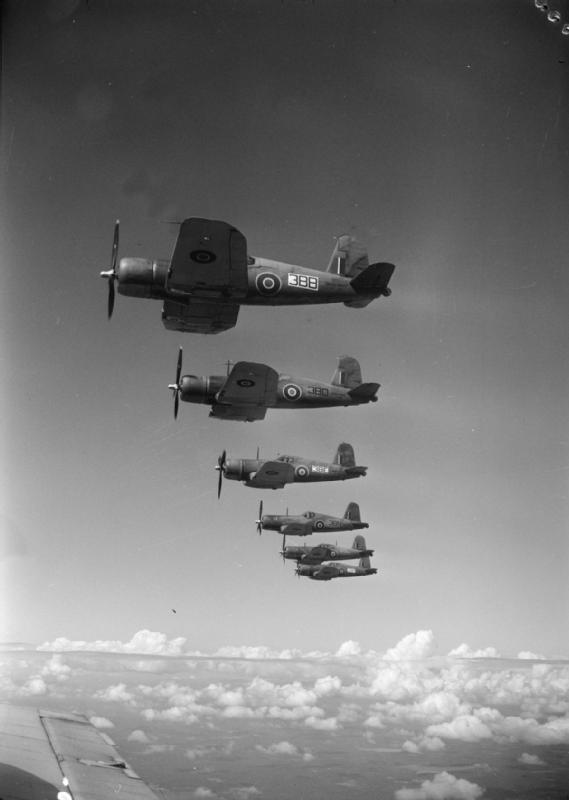
F4U w barwach Royal Navy

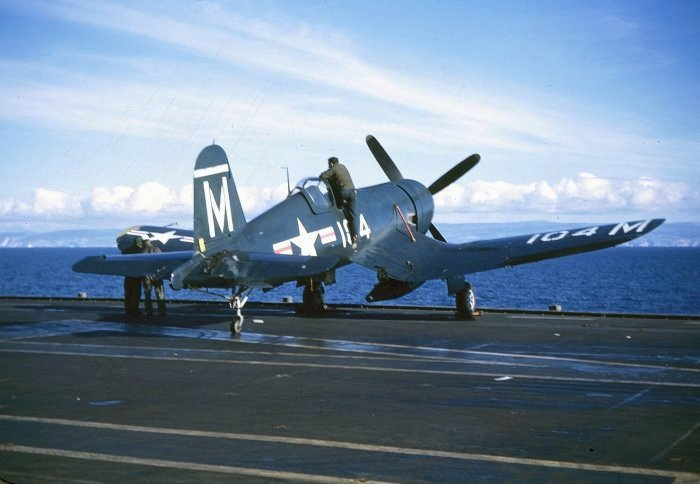
F4U-4 na pokładzie USS „Midway”

### Pacyfik
Pierwszą jednostką latającą na Corsairach była eskadra VMF-124 lotnictwa Korpusu Piechoty Morskiej, sformowana 7 września 1942. Eskadra ta uzyskała gotowość bojową 28 grudnia i wkrótce znalazła się na Guadalcanalu (Wyspy Salomona). Pierwsza eskadra marynarki wojennej wyposażona w F4U to eskadra VF-12, sformowana 2 października 1942.
Pierwsze starcie F4U (należących właśnie do eskadry VMF-124) z japońskimi myśliwcami nastąpiło 14 lutego 1943. Po początkowych trudnościach okazało się, że F4U są lepsze od ówczesnych myśliwców japońskich, a w niektórych aspektach – także od Grummanów F6F Hellcatów. Corsairy służące w lotnictwie US Navy i US Marine Corps wykonały w sumie ponad 64 tysiące lotów bojowych, z czego jedynie niecałe 10 tysięcy z pokładów lotniskowców; przez cały czas były bardziej samolotem piechoty morskiej niż marynarki. Corsairy, przez wielu uważane za lepsze od Hellcatów, rzadziej spotykano na froncie i uzyskały w sumie mniej zestrzeleń. Spowodowane było to z jednej strony większą trudnością w pilotowaniu Corsaira (zwłaszcza podczas lądowania – ponad połowa strat F4U była efektem wypadków), a z drugiej – wyższą ceną tego samolotu. Wiele wypadków było spowodowanych wąską bazą podwozia i krótkim skokiem amortyzatorów, ponadto samolot miał duże obciążenie powierzchni nośnej, przez co większa była prędkość podejścia do lądowania.
W walkach w rejonie Oceanu Indyjskiego uczestniczyły także Corsairy stacjonujące na lotniskowcach brytyjskich.
Samoloty przekazane lotnictwu Nowej Zelandii zajęły miejsce Douglasów SBD Dauntlessów i Curtissów P-40 Warhawków, nie brały jednak udziału w walkach powietrznych, a ich użycie najprawdopodobniej ograniczyło się do roli samolotów bliskiego wsparcia piechoty.

### Europa
Jedynymi jednostkami wyposażonymi w Corsairy podczas walk w Europie były eskadry brytyjskie. Samoloty te uczestniczyły w atakach na pancernik „Tirpitz” w Norwegii (1834. Eskadra Fleet Air Arm z HMS „Victorious” w kwietniu 1944 r. oraz 1841. i 1842. Eskadra w lipcu i sierpniu), jednak nie spotkały myśliwców niemieckich.

### Korea
Corsairy znajdowały się na wyposażeniu jednostek amerykańskich podczas wojny koreańskiej. W początkowym okresie zdarzały się walki powietrzne pomiędzy F4U a myśliwcami Jak-9, jednak z przybyciem do Korei odrzutowych MiG-ów-15 Corsairy wycofano do roli samolotów wsparcia i myśliwców nocnych. Uznawany bowiem przez wielu za najlepszy samolot myśliwski II wojny światowej F4U, w latach 50. znacznie już ustępował prędkością i zwrotnością bardziej od nich zaawansowanym samolotom odrzutowym. 8 czerwca 1953 doszło jednak do walki powietrznej między dwoma F4U Corsair ze stacjonującej wówczas na lekkim lotniskowcu USS „Bataan” (CVL-29) eskadry VMFA-312, a grupą MiG-15. Para drugo-wojennych samolotów myśliwskich została zaatakowana przez osiem górujących nad nimi prędkością i manewrowością samolotów odrzutowych. Dzięki swojemu zmysłowi przestrzennemu, doświadczeniu oraz umiejętności pilotażu, pilotujący jednego z F4F kapitan Jesse Folmar zdołał w walce powietrznej zestrzelić jeden z atakujących migów z działka 20 mm, zanim trafiony przez inny samolot, po uszkodzeniu skrzydła swojej maszyny zmuszony został do katapultowania się. Dzięki tej walce jednak, uratowany został skrzydłowy kpt. Folmara. On sam zaś został po kilku minutach podniesiony z wody przez wodnosamolot patrolowy.
Podczas wojny utracono z przyczyn bojowych 312 F4U i 16 AU lotnictwa marynarki i marines, przede wszystkim od ognia przeciwlotniczego, ponadto znaczną liczbę samolotów utracono wskutek strat niebojowych. Amerykańskie F4U zakończyły służbę liniową, w jednostkach Gwardii Narodowej, w 1957 r.

### Francuskie Corsairy
Samoloty F4U-7 będące na wyposażeniu francuskiej marynarki wojennej walczyły pod koniec wojny indochińskiej i podczas wojny w Algierii w latach 1955–1956. Wzięły udział także w operacji „Muszkieter” podczas kryzysu sueskiego. Francuska Aéronavale wycofała Corsairy we wrześniu 1964 r.

### Wojna futbolowa
Ostatnim teatrem działań, a zarazem jedynym, gdzie walczyły przeciw sobie, była dla Corsairów tak zwana wojna futbolowa (1969) – konflikt pomiędzy Salwadorem a Hondurasem. Lotnictwo obydwu krajów posiadało Corsairy wycofane ze służby w US Navy. W lotnictwie Salwadoru (Fuerza Aérea Salvadoreña) służyło obok kilku Mustangów trzynaście samolotów FG-1D (z czego tylko mniej więcej połowa była zdolna do walki), a w lotnictwie Hondurasu (Fuerza Aérea Hondureña) – dziewięć F4U-5N i osiem F4U-4 (przynajmniej dziesięć maszyn gotowych do walki). Samoloty obydwu stron skoncentrowały się głównie na atakowaniu baz lotniczych przeciwnika i na wsparciu wojsk lądowych. Podczas walk Salwador utracił cztery Corsairy. Lotnictwo Hondurasu najprawdopodobniej nie straciło żadnego F4U. 17 lipca 1969 jeden z honduraskich Corsairów zestrzelił Mustanga lotnictwa Salwadoru. Była to najprawdopodobniej ostatnia w historii walka powietrzna, stoczona przez samoloty napędzane silnikami tłokowymi.

## Porównanie wersji samolotów F4U
| Wersja         | F4U-1                                           | F4U-4                                                                          | F4U-7                                               |
| -------------- | ----------------------------------------------- | ------------------------------------------------------------------------------ | --------------------------------------------------- |
| Długość        | 10,16 m                                         | 10,26 m                                                                        | 10,10 m                                             |
| Wysokość       | 4,90 m                                          | 4,90 m                                                                         | 4,90 m                                              |
| Rozpiętość     | 12,50 m                                         | 12,50 m                                                                        | 12,50 m                                             |
| Silnik         | R-2800-8 Double Wasp 2000 KM                    | R-2800-32W Double Wasp 2300 KM                                                 | R-2800-32W Double Wasp 2300 KM                      |
| Masa własna    | 4074 kg                                         | 4175 kg                                                                        | 4461 kg                                             |
| Masa startowa  | 6350 kg                                         | 6654 kg                                                                        | 8798 kg                                             |
| Prędkość maks. | 671 km/h                                        | 718 km/h                                                                       | 708 km/h                                            |
| Pułap          | 11 250 m                                        | 12 650 m                                                                       |                                                     |
| Uzbrojenie     | 6 × kaem Browning kal. 12,7 mm 1 × bomba 450 kg | 6 × kaem Browning kal. 12,7 mm 2 × bomba 450 kg, lub 8 × pocisk rakietowy HVAR | 4 × działko M3 kal. 20 mm bomby i pociski rakietowe |